# Desná (Kamenice)
Die Desná (deutsch Desse) ist ein linker Nebenfluss der Kamenice im Isergebirge, Tschechien.
Der nur 3 km lange Gebirgsfluss entsteht in der Stadt Desná durch die Vereinigung der Bílá Desná und der Černá Desná.
Die Desse fließt in südliche Richtung und mündet in Tanvald in die Kamenice.
Die Desná führte regelmäßig schwere Hochwasser. Starke Überschwemmungen sind aus den Jahren 1858, 1875, 1885 und 1888 bekannt. Nach dem Jahrhunderthochwasser vom 29. Juli 1897, wo an einem Tag 310 mm Niederschlag gefallen war, entschloss man sich zur Errichtung von Talsperren zum Hochwasserschutz.
Doch gerade dadurch kam es zur größten Flutkatastrophe. Nach dem Bruch der Talsperre an der Weißen Desse richtete die Flutwelle verheerende Zerstörungen entlang des Flusses in Dessendorf (Desná) und Tannwald (Tanvald) an.

## Bílá Desná
Die Bílá Desná (deutsch Weiße Desse) ist der rechte bzw. westliche Quellfluss der Desse.
Sie entspringt in dem Moorgebiet westlich des Berges Jizera (Siechhübel, 1122 m) und fließt in südöstlicher Richtung  durch die Wälder des Isergebirges bis nach Desná, wo sie sich nach 12 km mit der Černá Desná vereinigt.
An der Weißen Desse befand sich einmal eine Talsperre. Sie ist am 18. September 1916 gebrochen. Ihre Reste werden als Gebrochene Talsperre (protržená přehrada) bezeichnet.

## Černá Desná
Die Černá Desná (deutsch Schwarze Desse) ist der linke bzw. östliche Quellfluss der Desná.
Sie entspringt im Moor Louka u Studánky östlich des Jizera (Siechhübel), wo auch die Hnědá Smědá (Braune Wittig) ihren Ursprung nimmt, und fließt in südliche Richtung  bis nach Desná, wo sie sich nach 13 km mit der Bílá Desná vereinigt.
An der Černá Desná befinden sich die Darretalsperre (vodní nadrz Souš) sowie Wasserfälle.